# Спикер Палаты представителей США
Спикер Палаты представителей США (англ. Speaker of the United States House of Representatives) — глава и председатель Палаты представителей — нижней палаты американского парламента. Должность спикера была учреждена в 1789 году согласно конституции США.
Спикер Палаты представителей занимает второе место в списке наследования полномочий президента после вице-президента и перед временным президентом Сената США, являясь, по сути, третьим человеком в иерархии политической системы Соединённых Штатов. На своём посту спикер выполняет организационную и административно-процессуальную функции, а также непосредственно представляет свой округ, от которого и был избран.

## Избрание
Палата представителей избирает спикера в первый день заседания каждого нового конгресса. Каждая из представленных партий выдвигает кандидатуру на пост главы, избрание кандидата происходит путём набора простого большинства голосов. Затем вновь избранного спикера приводит к присяге самый старший член Палаты представителей.
Всегда ожидаемо, что члены партии будут голосовать за своего кандидата, однако в истории были случаи, когда такого не происходило. Те, кто голосует за кандидата от другой партии, часто сталкиваются с серьёзными последствиями, вплоть до потери управления комитетами. Последний крупный случай такого плана произошёл в 2000 году, когда демократ Джим Трафикант из Огайо отдал свой голос за республиканца Денниса Хастерта; впоследствии демократы сняли его с поста управления комитета.
Конституция США не требует, чтобы спикер обязательно избирался из числа конгрессменов и не устанавливает к кандидату никаких условий, в том числе возрастных. Дословно  Статья 1,раздел 2, пункт 5 Конституции США гласит: «Палата представителей выбирает своего спикера». Поэтому спикером может быть любое лицо, которого выберет Палата. За не членов Палаты голоса отдаются регулярно. Колин Пауэлл уже будучи на пенсии получал голоса в 2013 и 2015 годах при выборах спикера. Однако ни разу в истории США спикером не был избран человек, который не являлся бы членом Палаты.

## Полномочия и обязанности

### Традиционные полномочия
Спикер является руководителем Палаты представителей, осуществляя на своём посту различные административные и важные политические функции. Вести дискуссии в палате и председательствовать ему помогают, выполняя административные функции, клерк и парламентский пристав. К важнейшим политическим функциям спикера относится участие и назначение некоторых членов важных комитетов. Также он имеет право участвовать в дискуссиях и голосовать, но обычно делает это только в исключительных случаях. В основном это происходит тогда, когда его голос становится решающим или по вопросам, представляющим большое значение (например, конституционные поправки).
При этом часто спикер передаёт свои функции другому лицу, назначая его временно председательствующим в палате. Во время важных дебатов временным председательствующим является обычно самый старый парламентарий, в других случаях спикер может назначить и более молодого политика.
Спикер председательствует также на совместных заседаниях Сената и Палаты представителей, однако согласно XXII поправке к Конституции США, когда происходит совместное заседание Конгресса по вопросу выборов (чтобы считать голоса выборщиков и подтверждать результаты президентских выборов), председательствует председатель Сената.
Глава Палаты представителей также может отставить любого из должностных лиц палаты: клерка, пристава, главного административного офицера и капеллана; кроме того в его компетенцию входит назначение историка Палаты представителей и главного юридического консультанта. Вместе с лидерами партии также назначает генерального инспектора.
Согласно закону 1947 года, спикер Палаты представителей является вторым в линии наследования президентских полномочий после вице-президента и перед временным президентом Сената США. Некоторые историки считают, что такое положение о наследовании неконституционно.
Конституция США не определяет четко какие полномочия спикер имеет во время законодательного процесса, но Статья I Часть V определяет, что Палата Представителей может иметь регламент.  Первоначально как таковое использовалось "Руководство Джеферсона". Далее оно изменялось и последним является регламент принятый Конгрессом США  6 декабря 2016 года. Эта версия регламента описывает действия с законопроектом так. Сначала секретарь палаты представителей получает законопроект и ему присваивается законодательный номер. Далее спикер передает законопроект в профильные комитеты. Спикер назначает один из этих комитетов «основным комитетом» с основной ответственностью за законопроект, а все остальные комитеты считаются «дополнительными комитетами». Спикер может установить временные ограничения для этих комитетов, когда это необходимо. В конце спикер определяет дату голосования по законопроекту в Палате. До XX века это были в большей части просто бюрократические действия без большой власти спикера, но в XX веке роль спикера резко повысилась, т.к. он мог использовать свои процедурные права для блокирования законопроектов по той или иной причине, просто не передавая его дальше по цепочке, что называют обычно "Правилом Хастерта"

### Правило Хастерта

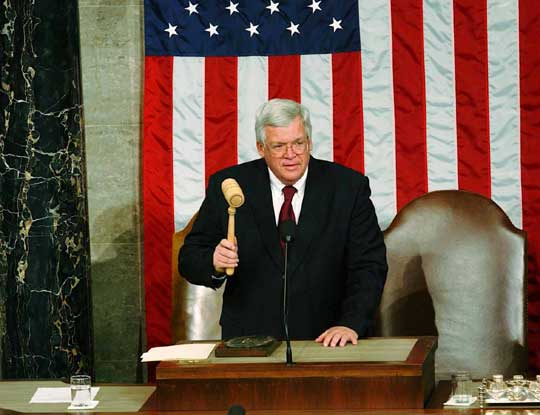
Деннис Хастерт, который ввел в широкую практику блокирование законов оппозиции, которые можно было бы принять простым большинством, но они не в интересах правящей партии

Хотя большая часть полномочий спикера Палаты представителей церемониальная и касается регламентов дебатов, но одно из полномочий является ключевым для законодательного процесса в США и дает спикеру очень большую власть и до избрания спикера как таковое утверждение новых законов в США невозможно. Только спикер Палаты представителей может определять повестку дня заседания палаты, и в том числе какие законопроекты ставятся на голосование. Поэтому новый состав Палаты представителей в первую очередь избирает спикера или после его отставки откладывает все остальные законопроекты и занимается избранием спикера, т.к. без спикера, который внесет законопроект на голосование, принять его нельзя. Данное процессуальное право позволяет в Палате представителей часто игнорировать простое большинство конгрессменов и решать вопросы только в пользу партии, которая контролирует большинство в Палате представителей и благодаря этому избрала своего спикера. Данный неформальный процесс называется "Правилом Хастера" в честь спикера Денниса Хастерта, который стал первым его широко применять. Смысл заключается в том, что партия большинства конгресса решает на своем внутреннем собрании какие законопроекты в их интересах, а какие нет. Спикер не выносит на голосование такие законопроекты, где оппозиционная партия могла бы их принять за счет голосов "перебежчиков" из партии большинства. Например, если 200 демократов составляют меньшинство, а 235 республиканцев составляют большинство, то демократы могли бы принять закон привлекая 100 голосов республиканцев, которые поддерживают этот конкретный закон, но если республиканский спикер следует Правилу Хастерта, то он не позволит состояться голосованию по такому законопроекту вообще, т.к. не включит его в повестку дня.
Поэтому пока спикер следует "правилу Хастерта", то реальная политика в Палате представителе обеспечивается не простым большинством конгрессменов, а большинством конгрессменов партии большинства (это может быть 1/4 всего состава Палаты). Иными словами, спикер имеет некоторый аналог права "вето" на законопроекты, просто делая невозможным их принятие, т.к. не ставит просто их на голосование. Правилом Хастерта партия большинства не может воспользоваться, если речь идет о обязательных к рассмотрению законопроектов как федеральный бюджет США на следующий год, но может воспользоваться для всех других законопроектов, для которых у Палаты нет обязанностей для рассмотрения ежегодно. Правило Хастерта не является обязательным для спикера и относится к партийной культуре и дисциплине, многие спикеры не следует правилу Хастерта. Такой культуре управления больше следуют спикеры от республиканской партии, где ярким примерам кроме Денниса Хастерта является Ньют Гингрич, который иногда считается первооснователем такой практики. Республиканская партия даже настаивает на включении Правила Хастерта в Регламент Палаты.
Спикер, который использует Правило Хастерта, может выдвигать какие-то условия для постановки законопроекта на голосование, как принятие другого законопроекта оппозицией. Поэтому часто закон оппозиции принимается пакетом с законом на котором настаивает спикер. Если оппозиция контролирует пост Президента США или Сенат, то она может попробовать обойти Правило Хастерта за счет объединения разных законов в пакет, как один закон и внесение их в Палату от лица Президента США или Сената. При этом один из законов в пакете может быть важным для неотложного принятия в интересах граждан США и так оппозиция может принуждать спикера поставить нужный им закон на голосование. Таким образом, Правило Хастера привело к тому, что в законодательной практике США стали объединяться в один закон крайне разнородные законы, чтобы образовать пакет из двух или более законов для удовлетворения интересов спикера и оппозиции.

## Временный спикер
В случае если спикер ушел в отставку, умер или не может по другой причине исполнять свои обязанности, то вступает в должность "временный спикер", который заранее назначается спикером как его преемник. Регламент Палаты не ограничивает как долго временный спикер может исполнять свои обязательства, но у временного спикера нет главного права "настоящего" как управление законодательной инициативой с разрешением ставить на голосование новые законопроекты, т.е. временный спикер имеет ограничения в правах. В Регламенте Палаты говорится: "Спикер Палаты может назначить временно исполняющего обязанности спикера только для подписания зарегистрированных законопроектов (Enrolled bill) и совместных резолюций на определенный период времени". Термин Enrolled bill означает законопроект, который уже прошел принятие в Сенате и в Палате представителей, чтобы его передать Президенту США на подпись, его должен подписать спикер. Если Сенат и Палата уже проголосовала за законопроект, то временный спикер предотвращает "зависание" законопроекта до передачи Президенту США. В истории Палаты представителей никогда спикеры не отправлялись в отставку как произошло с Кевином Маккартни, поэтому регламент Палаты для временного спикера не проверен реальной юридической практикой и допускает разные трактовки.

## История

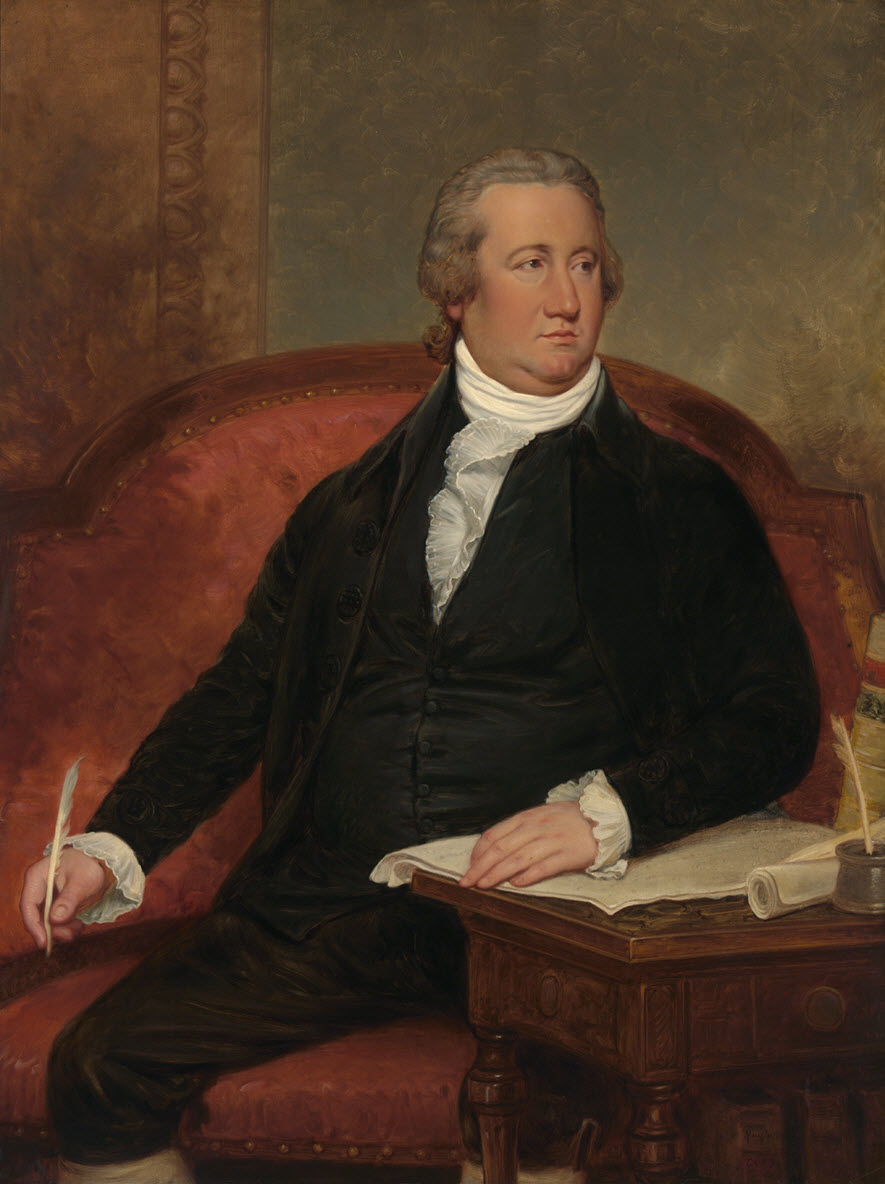
Фредерик Муленберг — первый спикер Палаты представителей (1789—1791, 1793—1795)

Первым спикером Палаты представителей стал федералист Фредерик Муленберг.
Роль спикера усилилась во время Генри Клея (1811—1814, 1815—1820 и 1823—1825). В отличие от многих своих предшественников, он принимал участие в дискуссиях и использовал своё влияние для лоббирования мер, которые он поддерживал (в частности, объявление войны 1812 года и некоторые другие). Кроме того, Клей участвовал в выборах президента США в 1824 году, когда в первый и пока единственный раз главу американского государства избирал Конгресс, отдав свой голос за Джона Куинси Адамса. После ухода Генри Клея из парламента престиж должности спикера начал снижаться, было сложно добиться большинства для назначения. В 1855 и в 1859 годах, например, выборы спикера затянулись на два месяца. С 1839 по 1863 год на посту сменилось 11 глав палаты, при этом только один из всех работал в течение более одного срока. На сегодняшний день только Джеймс Полк является единственным спикером Палаты представителей, который позже был избран президентом.
К концу 19-го века должность спикера стала трансформироваться и развиваться. Одним из главных рычагов влияния главы палаты стала его роль на посту председателя комитета по регламенту, который после реорганизации комитетов в 1880 году стал одним из самых значимых в Палате представителей. Главными фигурами на посту спикера тех лет были Том Рид (1889—1891, 1895—1899) и особенно Джозеф Кеннон (1903—1911). Кеннон взял в свои руки практически полный контроль над палатой, определял повестку дня, назначал членов всех комитетов и возглавлял комитет по регламенту, при этом активно поддерживая республиканцев. В 1910 году, однако, спикера лишили части полномочий, но уже к 1915 году часть их восстановили.

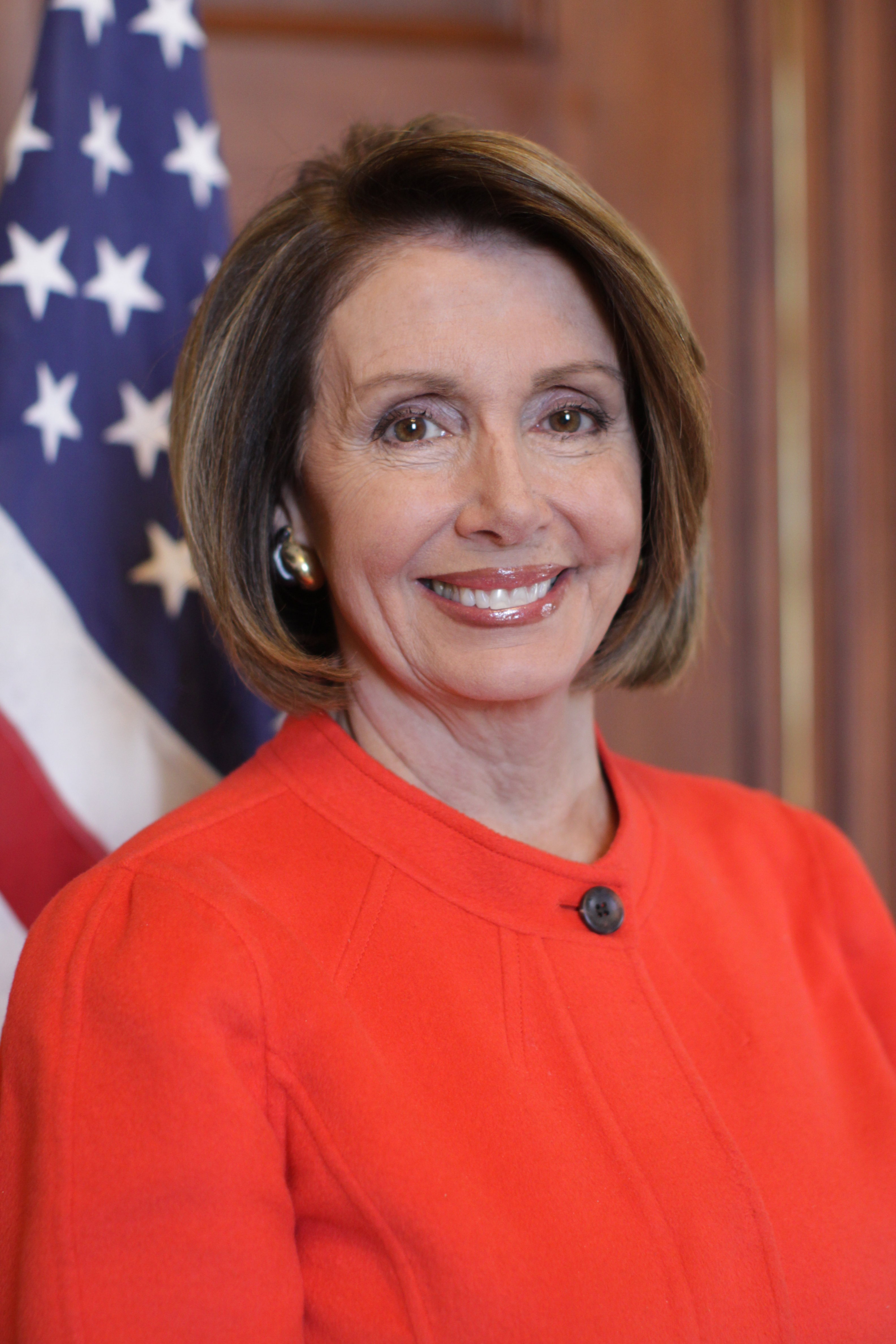
Нэнси Пелоси — первая и пока единственная женщина на посту спикера

Дольше всех пока должность спикера занимал демократ Сэм Рейберн (1940—1947, 1949—1953, 1955—1961). Активно взаимодействуя с комитетами, он помог принять ряд важный законопроектов, обеспечить принятие внутренних мер и программ помощи иностранным государствам, за которые выступали президенты Рузвельт и Трумэн. Преемником Рейберна стал демократ Джон Уильям Маккормак (1962—1971), запомнившейся, в частности, из-за своего несогласия с более молодыми политиками-соратниками. В середине 1970-х годов власть спикера вновь выросла с приходом на этот пост Карла Альберта, при котором спикер вновь получил право назначать большинство членом комитета по регламенту, отобранное у него в 1910 году.
Преемник Альберта демократ Тип О’Нил, оппозиционировавший тогдашнему президенту-республиканцу Рональду Рейгану, дольше всех занимал пост главы палаты без перерыва (1977—1987). Он был не согласен с политикой президента по вопросу внутренних программ и расходов на оборону. В 1980 и 1982 годах республиканцы сделали Нила своей главной целью, однако демократом все же удалось сохранить большинство в те года.
В 1995 году, после сорока лет отсутствия у власти спикеров-республиканцев, им удалось вернуть пост в свои руки. Главой палаты стал Ньют Грингич; весь свой период он постоянно сталкивался с президентом-демократом Биллом Клинтоном, что привело к роспуску федерального правительства в 1995 и 1996 годах. Ньют Грингич не стал баллотироваться на третий срок, и его место в качестве компромиссного варианта занял Деннис Хастерт.
В 2007 году демократы получили большинство в палате, и спикером стала Нэнси Пелоси, став первой женщиной на этом посту. В 2010 году республиканцы вновь восстановили большинство в палате, и спикером в январе 2011 года стал Джон Бейнер. 29 октября 2015 года Бейнера на этом посту заменил Пол Райан.
В ночь на 7 января 2023 г. с 15-й попытки спикером был избран республиканец Кевин Маккарти, чьё избрание при республиканском большинстве затянулось из-за противодействия его кандидатуре крайне правых республиканцев. 3 октября 2023 под давлением однопартийцев был вынужден уйти в отставку. Больше туров голосования в последний раз потребовалось в 1859—1860 г., когда республиканец Уильям Пеннингтон был избран лишь с 44-й попытки.